# Hartmut Becker
Pour les articles homonymes, voir Becker.
Hartmut Becker (né le 6 mai 1938 à Berlin et mort le 22 janvier 2022 dans la même ville) est un acteur allemand.

## Biographie
Hartmut Becker a notamment joué le sergent Gustav Wagner (1911-1980) dans Les Rescapés de Sobibor en 1987. Il a également joué dans le film O.K. (1970), sélectionné pour le 20e Festival de Berlin. Cependant, un scandale éclate autour de ce film mettant en scène le viol et le meurtre d'une Vietnamienne, poussant le jury à démissionner juste avant la remise des prix.

## Filmographie partielle
- 1970 : O.K. de Michael Verhoeven
- 1971 : Wer im Glashaus liebt... de Michael Verhoeven
- 1975 : Inspecteur Derrick (épisode Le bus de minuit) : Erich Holler[3]
- 1978 : Inspecteur Derrick (épisode Actes d'amour) : Alexander Bork[4]
- 1987 : Les Rescapés de Sobibor (Escape from Sobibor) de Jack Gold (téléfilm)
- 1989 : Triumph of the Spirit de Robert Milton Young
- 1989 : Il decimo clandestino de Lina Wertmüller (téléfilm)
- 1999 : The Waiting Time de Stuart Orme
- 2015 : Verfehlung de Gerd Schneider